# Le Raincy
Le Raincy – miejscowość i gmina we Francji, w regionie Île-de-France, w departamencie Sekwana-Saint-Denis.
Według danych na rok 1990 gminę zamieszkiwało 13 478 osób, a gęstość zaludnienia wynosiła 6017 osób/km² (wśród 1287 gmin regionu Île-de-France Le Raincy plasuje się na 199. miejscu pod względem liczby ludności, natomiast pod względem powierzchni na miejscu 855.).
W 1868 Le Raincy i sąsiednie Montfermeil połączyła pierwsza na świecie linia tramwaju parowego.

Położenie Le Raincy w ramach aglomeracji paryskiej

## Współpraca
- London Borough of Barnet, Wielka Brytania
- Clusone, Włochy
- Jawne, Izrael